# ماه عسل (فیلم ۱۹۷۴)
«ماه عسل» (انگلیسی: Honeymoon (1974 film)) یک فیلم است که در سال ۱۹۷۴ منتشر شد.